# الإيثار في الإسلام
اَلْإِيثَارُ فِي اَلْإِسْلَامُ هو تفضيل الغير عن النفس، وتقديم مصلحتهِ علَى المصلحة الذاتية، وهو أَعلى درجات السخاء وأكْمَلُ أنْواعِ الجود وَمنزلة عظيمة من مَنازلِ العطاء.
والإيثَار لغةً: مصدر آثر يُـؤْثِر إيثَارًا، بمعنى التَّقديم والاختيار والاختصاص، فآثره إيثارًا اختاره وفضله، ويقال: آثره على نفسه، والشيء بالشيء خصه به.
والإيثَار اصطلاحًا: (أن يقدِّم غيره على نفسه في النَّفع له، والدَّفع عنه، وهو النِّهاية في الأخوة).
وقال ابن مسكويه: (الإيثار: هو فضيلة للنَّفس بها يكفُّ الإنسان عن بعض حاجاته التي تخصُّه حتى يبذله لمن يستحقُّه).

## الفرق بين الإيثار وغيرها من الصفات المقاربة

### الفرق بين الإيثار والسخاء والجود
ذكر ابن قيم الجوزية فروقًا بين كلٍّ مِن الإيثار والسَّخاء والجود، مع أنَّها كلَّها أفعال بذلٍ وعطاء، فقال: (وهذا المنزل – أي الإيثَار-: هو منزل الجود والسَّخاء والإحْسَان، وسمِّي بمنزل الإيثَار؛ لأنَّه أعلى مراتبه، فإنَّ المراتب ثلاثة:
إحداها: أن لا ينقصه البذل ولا يصعب عليه، فهو منزلة السَّخاء.
الثَّانية: أن يعطي الأكثر ويبقي له شيئًا، أو يبقي مثل ما أعطى فهو الجود.
الثَّالثة: أن يؤثر غيره بالشَّيء مع حاجته إليه، وهي مرتبة الإيثار).

## فوائد الإيثار

### الفرد
- القضاء على البخل والأنانية.
- التدريب على البذل والعطاء.
- القبولُ عند الناس والقول الحسن.

### المجتمع
- انتشار حسن التعاون والتكافل.
- توثيق الأخوة والمحبة بين الناس.
- تجنب العداوة والحقد في المجتمع.

## الحث على الإيثار في القرآن
قال الطبري: (يقول تعالى ذكره: وهو يصفُ الأنصار: ((وَالَّذِينَ تَبَوَّؤُوا الدَّارَ وَالإِيمَانَ)) مِن قَبل المهاجرين، ((وَيُؤْثِرُونَ عَلَى أَنفُسِهِمْ)) يقول: ويعطون المهاجرين أموالهم إيثَارًا لهم بِها على أنفسهم ((وَلَوْ كَانَ بِهِمْ خَصَاصَةٌ)) يقول: ولو كان بهم حاجة وفاقة إلى ما آثَرُوا به مِن أموالهم على أنفسهم).
وقال ابن كثير: (أي: يقدِّمون المحاويج على حاجة أنفسهم، ويبدؤون بالنَّاس قبلهم في حال احتياجهم إلى ذلك).
ويقول ابن تيمية: (وأمَّا الإيثَار مع الخصاصة فهو أكمل مِن مجرَّد التَّصدق مع المحبَّة، فإنَّه ليس كلُّ متصدِّق محبًّا مؤثرًا، ولا كلُّ متصدِّق يكون به خصاصة، بل قد يتصدَّق بما يحبُّ مع اكتفائه ببعضه مع محبَّة لا تبلغ به الخصاصة).
فبين الله تبارك وتعالى أنَّ مِن البرِّ بعد الإيمان بالله واليوم الآخر والملائكة والكتب والأنبياء.. إطعام الطَّعام لمحتاجيه، وبذله لمريديه، مع حبِّه واشتهائه والرَّغبة فيه، وقد جاء به الله تعالى -أي: إطعام الطَّعام- بعد أركان الإيمان مباشرة، وفي ذلك دلالة على عظمته وعلو منزلته.
قال ابن مسعود في قوله (على حبِّه): هو أن تتصدق وأنت صحيح شحيح، تأمل البقاء، وتخشى الفقر.
وقد (اخْتُلِف في مرجع الضَّمير ((عَلَى حُبِّهِ))، هل هو راجع على الطَّعام أم على الله تعالى ؟ أي: ويطعمون الطَّعام على حُبِّ الطَّعام؛ لِقِلَّته عندهم وحاجتهم إليه، أم على حُبِّ الله رجاء ثواب الله؟
وقد رجَّح ابن كثير المعنى الأوَّل، وهو اختيار ابن جرير، وساق الشَّواهد على ذلك، كقوله: ((وَآتَى الْمَالَ عَلَى حُبِّهِ)) [البقرة:177]، وقوله: ((لَن تَنَالُواْ الْبِرَّ حَتَّى تُنفِقُواْ مِمَّا تُحِبُّونَ)) [آل عمران: 92].
والواقع أنَّ الاستدلال الأوَّل فيه ما في هذه الآية، ولكن أقرب دليلًا وأصرح قوله تعالى: ((وَيُؤْثِرُونَ عَلَى أَنفُسِهِمْ وَلَوْ كَانَ بِهِمْ خَصَاصَةٌ)) [الحشر: 9] ).
(يعني: لن تنالوا وتدركوا البرَّ، الذي هو اسمٌ جامعٌ للخيرات، وهو الطَّريق الموصل إلى الجنَّة، حتى تنفقوا ممَّا تحبُّون، مِن أطيب أموالكم وأزكاها. فإنَّ النَّفقة مِن الطَّيب المحبوب للنُّفوس، مِن أكبر الأدلَّة على سماحة النَّفس، واتِّصافها بمكارم الأخلاق، ورحمتها ورقَّتها، ومِن أدلِّ الدَّلائل على محبَّة الله، وتقديم محبَّته على محبَّة الأموال، التي جبلت النُّفوس على قوَّة التَّعلُّق بها، فمَن آثر محبَّة الله على محبَّة نفسه، فقد بلغ الذِّروة العليا مِن الكمال، وكذلك مَن أنفق الطَّيبات، وأحسن إلى عباد الله، أحسن الله إليه ووفَّقه أعمالًا وأخلاقًا، لا تحصل بدون هذه الحالة).

## الحث على الإيثار في السنة النبوية
قال ابن بطال: (فيه أنَّ أعمال البرِّ كلَّما صعبت كان أجرها أعظم، لأنَّ الصَّحيح الشَّحيح إذا خشي الفقر، وأمَّل الغنى صعبت عليه النَّفقة، وسوَّل له الشَّيطان طول العمر، وحلول الفقر به، فمَن تصدَّق في هذه الحال، فهو مؤثر لثواب الله على هوى نفسه، وأمَّا إذا تصدَّق عند خروج نفسه، فيخشى عليه الضِّرار بميراثه والجوار في فعله).
يقول العيني: (فيه منقبة عظيمة للأشعريِّين من إيثارهم ومواساتهم بشهادة سيدنا رسول الله وأعظم ما شرفوا به كونه أضافهم إليه ....وفيه فضيلة الإيثَار والمواساة).
وقال أبو العباس القرطبي: (هذا الحديث يدلُّ على أنَّ الغالب على الأشعريين الإيثَار، والمواساة عند الحاجة... فثبت لهم بشهادة رسول الله ﷺ: أنَّهم...كرماء مؤثرون).
(قال المهَلَّب: والمراد بهذه الأحاديث الحضُّ على المكارمة في الأكل والمواساة والإيثَار على النَّفس))، الذي مدح الله به أصحاب نبيَّه، فقال: ((وَيُؤْثِرُونَ عَلَى أَنفُسِهِمْ وَلَوْ كَانَ بِهِمْ خَصَاصَةٌ)) [الحشر:9]. ولا يُراد بها معنى التَّساوي في الأكل والتَّشاح؛ لأنَّ قوله عليه السَّلام: ((كافي الثَّلاثة)) دليل على الأثرة التي كانوا يمتدحون بها والتَّقنُّع بالكفاية، وقد همَّ عمر بن الخطاب في سنة مجاعة أن يجعل مع كل أهل بيت مثلهم، وقال: لن يهلك أحد عن نصف قوته).

## درجات الإيثار
ذَكَر الهروي أنَّ للإيثار ثلاث درجات:
- الدَّرجة الأولى: (أن تؤثر الخَلْق على نفسك فيما لا يَحْرُم عليك دينًا، ولا يقطع عليك طريقًا، ولا يفسد عليك وقتًا).[20]

قال ابن القيم في شرحه لهذه الدَّرجة: (يعني: أن تُقدِّمهم على نفسك في مصالحهم، مثل: أن تطعمهم وتجوع، وتكسوهم وتعرى، وتسقيهم وتظمأ، بحيث لا يؤدِّي ذلك إلى ارتكاب إتلافٍ لا يجوز في الدِّين).
- الدَّرجة الثَّانية: (إيثار رضى الله تعالى على رضى غيره، وإن عَظُمَت فيه المحن وثَقُلَت به المؤن، وضَعُفَ عنه الطول والبدن).

قال ابن القيِّم: (هو أن يريد ويفعل ما فيه مرضاته، ولو أغضب الخَلْق، وهي درجة الأنبياء وأعلاها للرُّسل عليهم صلوات الله وسلامه وأعلاها لأولي العزم منهم، وأعلاها لنبيِّنا صلى الله عليه وسلم)
- الدَّرجة الثَّالثة: (إيثارُ إيثارِ الله تعالى: فإنَّ الخوض في الإيثَار دعوى في الملك، ثمَّ تَرْك شهود رؤيتك إيثار الله، ثمَّ غيبتك عن التَّرك).

قال ابن القيم: (يعني بإيثار إيثار الله: أن تنسب إيثارك إلى الله دون نفسك، وأنَّه هو الذي تفرَّد بالإيثَار لا أنت، فكأنَّك سلمت الإيثَار إليه فإذا آثرت غيرك بشيء فإنَّ الذي آثره هو الحقُّ لا أنت، فهو المؤْثر حقيقة... وقوله: ثمَّ ترك شهود رؤيتك إيثار الله، يعني أنَّك إذا آثرت إيثار الله بتسليمك معنى الإيثَار إليه: بقيت عليك مِن نفسك بقيَّةٌ أخرى لابدَّ مِن الخروج عنها وهي: أن تُعْرِض عن شهودك رؤيتك أنَّك آثرت الحقَّ بإيثارك، وأنَّك نسبت الإيثَار إليه لا إليك... وقوله: ثمَّ غيبتك عن التَّرك. يريد: أنَّك إذا نزلت هذا الشُّهود وهذه الرُّؤية: بقيت عليك بقيَّةٌ أخرى وهي رؤيتك لهذا التَّرك المتضمِّنة لدعوى ملكك للتَّرك، وهي دعوى كاذبة؛ إذ ليس للعبد شيء مِن الأمر، ولا بيده فعل ولا ترك، وإنَّما الأمر كلُّه لله).

## أقسام الإيثار
1* إيثار رضا اَللَّه عزَّ وجَلْ على رضا غيرهِ وإن عُظِمَة فِيهِ المحَن وأغظب الخلقُ.
يقول ابن القيِّم: (والإيثَار المتعلِّق بالخالق أجلُّ مِن هذا -أي مِن الإيثَار المتعلِّق بالخلق- وأفضل، وهو إيثار رضاه على رضى غيره، وإيثار حبِّه على حبِّ غيره، وإيثار خوفه ورجائه على خوف غيره ورجائه، وإيثار الذُّل له والخضوع والاستكانة والضَّراعة والتملُّق على بذل ذلك لغيره، وكذلك إيثار الطلب منه والسُّؤال وإنزال الفاقات به على تعلُّق ذلك بغيره).
ولهذا النَّوع مِن الإيثَار علامتان تدلان عليه، لا بدَّ أن تظهرا على مدَّعيه، وهما:
1. الأول: أن يفعل المرء كلَّ ما يحبُّه الله تعالى ويأمر به، وإن كان ما يحبُّه الله مكروهًا إلى نفسه، ثقيلًا عليه.
2. الثَّاني: أن يترك ما يكرهه الله تعالى وينهى عنه، وإن كان محبَّـــبًا إليه، تشتهيه نفسه، وترغِّب فيه.

يقول ابن القيِّم: (فبهذين الأمرين يصحُّ مقام الإيثَار).
ومؤنة هذا الإيثَار شديدة لغلبة الأغيار، وقوَّة داعي العادة والطَّبع، فالمحنة فيه عظيمة، والمؤنة فيه شديدة، والنَّفس عنه ضعيفة، ولا يتم فلاح العبد وسعادته إلَّا به، وإنَّه ليسيرٌ على مَن يسَّره الله عليه.
فحقيق بالعبد أن يسمو إليه وإن صَعُب المرتقى، وأن يشمِّر إليه وإن عَظُمَت فيه المحنة، ويحمل فيه خطرًا يسيرًا لملْك عظيم وفوز كبير، فإنَّ ثمرة هذا في العاجل والآجل ليست تشبه ثمرة شيء مِن الأعمال، ويسيرٌ منه يرقِّي العبد ما لا يرقى غيره إليه في المدَد المتطاولة، وذلك فضل الله يؤتيه مَن يشاء.
2* إيثار الآخرين علَى النفس وتقديم مصلحتهم على المصلحة الشخصية وهُو درجة عالية في البذل والتضحية.
قسَّم ابن عثيمين هذا النَّوع مِن الإيثَار إلى ثلاثة أقسام:
(الأوَّل: ممنوع، والثَّاني: مكروه أو مباح، والثَّالث: مباح.
- القسم الأوَّل: وهو الممنوع: وهو أن تؤثر غيرك بما يجب عليك شرعًا، فإنَّه لا يجوز أن تقدم غيرك فيما يجب عليك شرعًا... فالإيثَار في الواجبات الشَّرعية حرام، ولا يحل لأنَّه يستلزم إسقاط الواجب عليك.
- القسم الثَّاني: وهو المكروه أو المباح: فهو الإيثَار في الأمور المستحبة، وقد كرهه بعض أهل العلم، وأباحه بعضهم، لكن تَــركُه أولى لا شكَّ إلَّا لمصلحة.
- القسم الثَّالث: وهو المباح: وهذا المباح قد يكون مستحبًّا، وذلك أن تؤثر غيرك في أمر غير تعبُّدي أي تؤثر غيرك، وتقدِّمه على نفسك في أمرٍ غير تعبُّدي).
- شروط هذا النَّوع مِن الإيثَار:

ذكر ابن القيم شروطًا للإيثَار المتعلِّق بالمخلوقين تنقله مِن حيِّز المنع أو الكراهة إلى حيِّز الإباحة منها:
1- أن لا يضيع على المؤْثِر وقته. 2- أن لا يتسبَّب في إفساد حاله. 3- أن لا يهضم له دينه. 4- ألَّا يكون سببًا في سدِّ طريق خير على المؤْثِر. 5- أن لا يمنع للمُؤْثر واردًا.
فإذا توفَّرت هذه الشُّروط كان الإيثَار إلى الخَلْق قد بلغ كماله، أمَّا إن وُجِد شيء مِن هذه الأشياء كان الإيثَار إلى النَّفس أَوْلَى مِن الإيثَار إلى الغير، فالإيثَار المحمود -كما قال ابن القيِّم هو: (الإيثَار بالدُّنْيا لا بالوقت والدِّين وما يعود بصلاح القلب).

## أنواع الإيثار
1- نوع فطري أو غريزي:
كالذي يكون عند الآباء والأمَّهات وأصحاب العِشْق، وهذا كما يقول عبد الرحمن الميداني الباعث إليه فطري في النُّفوس ينتج عنه حبٌّ شديدٌ عارم، والحبُّ مِن أقوى البواعث الذَّاتية الدَّافعة إلى التَّضْحية بالنَّفس وكلُّ ما يتَّصل بها مِن مصالح وحاجات مِن أجل سلامة المحبوب أو تحقيق رضاه، أو جلب السَّعادة أو المسرَّة إليه.
تقول أمُّ المؤمنين عائشة : ((جاءتني مسكينة تحمل ابنتين لها، فأطعمتها ثلاث تمرات، فأعطت كلَّ واحدة منهما تمرة. ورفعت إلى فيها تمرة لتأكلها، فاستطعمتها ابنتاها، فشقَّت التَّمرة، التي كانت تريد أن تأكلها بينهما، فأعجبني شأنها، فذكرت الذي صنعت لرسول الله صلى الله عليه وسلم، فقال: إنَّ الله قد أوجب لها بها الجنَّة، أو أعتقها بها مِن النَّار)). فهذا الإيثَار دافعه حبُّ الأم لابنتيها ورحمتها بهما.
2- نوع يكون الدَّافع هو الإيمان، وحبَّ الخير للغير، على حساب النَّفس وملذَّاتها ومشتهياتها، وهو كما قال الميداني: (ليس إيثارًا انفعاليًّا عاطفيًّا مجردًا، ولكنَّه إيثار يعتمد على محاكمة منطقيَّة سليمة، ويعتمد على عاطفة إيمانيَّة عاقلة).

## وسائل اكتساب صفة الإيثَار
قال ابن القيِّم: (فإن قيل: فما الذي يسهِّل على النَّفس هذا الإيثَار، فإنَّ النَّفس مجبولة على الأَثَـــرَة لا على الإيثَار؟ قيل: يسهِّله أمور:
- أحدها: رغبة العبد في مكارم الأخلاق ومعاليها؛ فإنَّ مِن أفضل أخلاق الرَّجل وأشرفها وأعلاها: الإيثَار. وقد جبل الله القلوب على تعظيم صاحبه ومحبَّته، كما جبلها على بغض المستأثر ومقته، لا تبديل لخلق الله.
- الثَّاني: النُّفرة مِن أخلاق اللِّئام ومقت الشُّح وكراهته له.
- الثَّالث: تعظيم الحقوق التي جعلها الله سبحانه وتعالى للمسلمين بعضهم على بعض، فهو يرعاها حقَّ رعايتها، ويخاف مِن تضييعها، ويعلم أنَّه إن لم يبذل فوق العدل لم يمكنه الوقوف مع حدِّه؛ فإنَّ ذلك عَسِر جدًّا، بل لا بد مِن مجاوزته إلى الفضل أو التَّقصير عنه إلى الظُّلم، فهو -لخوفه مِن تضييع الحقِّ، والدُّخول في الظُّلم- يختار الإيثَار بما لا ينقصه ولا يضرُّه، ويكتسب به جميل الذِّكر في الدُّنْيا، وجزيل الأجر في الآخرة مع ما يجلبه له الإيثَار مِن البركة وفيضان الخير عليه، فيعود عليه مِن إيثاره أفضل ممَّا بذله، ومَن جرَّب هذا عرفه، ومَن لم يجرِّبه فليستقرئ أحوال العالم، والموفَّق مَن وفَّقه الله سبحانه وتعالى).

## من قصص الإيثار
- عن سهل بن سعد، قال: ((جاءت امرأة ببردة، قال: أتدرون ما البردة؟ فقيل له: نعم، هي الشَّملة منسوج في حاشيتها. قالت: يا رسول الله، إنِّي نسجت هذه بيدي أكسوكها، فأخذها النَّبيُّ ﷺ محتاجًا إليها، فخرج إلينا وإنَّها إزاره، فقال رجل مِن القوم: يا رسول الله، اكسنيها. فقال: (نعم). فجلس النَّبيُّ ﷺ في المجلس، ثمَّ رجع فطواها، ثمَّ أرسل بها إليه، فقال له القوم: ما أحسنت، سألتها إيَّاه، لقد علمت أنَّه لا يردُّ سائلًا. فقال الرَّجل: والله ما سألته إلَّا لتكون كفني يوم أموت. قال سهل: فكانت كفنه)).
- عن أبي هريرة : ((أنَّ رجلًا أتى النَّبيَّ ﷺ، فبعث إلى نسائه، فقلن: ما معنا إلَّا الماء. فقال رسول الله ﷺ: مَن يضمُّ- أو يضيف- هذا؟ فقال رجل مِن الأنصار: أنا. فانطلق به إلى امرأته، فقال: أكرمي ضيف رسول الله ﷺ. فقالت: ما عندنا إلَّا قوت صبياني. فقال: هيِّئي طعامك، وأصبحي سراجك، ونوِّمي صبيانك إذا أرادوا عشاء. فهيَّأت طعامها، وأصبحت سراجها، ونوَّمت صبيانها، ثمَّ قامت كأنَّها تصلح سراجها فأطفأته، فجعلا يريانه أنَّهما يأكلان، فباتا طاويين، فلمَّا أصبح غدا إلى رسول الله ﷺ، فقال: ضحك الله اللَّيلة-أو عجب مِن فعالكما-، فأنزل الله: ((وَيُؤْثِرُونَ عَلَى أَنفُسِهِمْ وَلَوْ كَانَ بِهِمْ خَصَاصَةٌ وَمَن يُوقَ شُحَّ نَفْسِهِ فَأُوْلَئِكَ هُمُ الْمُفْلِحُونَ)) [الحشر:9])).
-وعن أنس بن مالك  قال: ((لما قدم المهاجرون المدينة نزلوا على الأنصار في دورهم، فقالوا: يا رسول الله، ما رأينا مثل قوم نزلنا عليهم أحسن مواساة في قليل، ولا أبذل في كثير منهم، لقد أشركونا في المهنأ وكفونا المؤنة، ولقد خشينا أن يكونوا ذهبوا بالأجر كلِّه. فقال رسول الله ﷺ: كلَّا، ما دعوتم الله لهم وأثنيتم به عليهم)).
- وهذا عبد الرحمن بن عوف ((لـمَّا قدم المدينة آخى النَّبيُّ ﷺ بينه وبين سعد بن الربيع الأنصاريِّ، وعند الأنصاريِّ امرأتان، فعرض عليه أن يناصفه أهله وماله، فقال له: بارك الله لك في أهلك ومالك، دلُّوني على السُّوق...)).
- وفي غزوة اليرموك قال عكرمة بن أبي جهل: قاتلت رسول الله ﷺ في مواطن وأفرُّ منكم اليوم؟! ثمَّ نادى: مَن يبايع على الموت؟ فبايعه عمُّه الحارث بن هشام، وضرار بن الأزور في أربعمائة مِن وجوه المسلمين وفرسانهم، فقاتلوا قدَّام فسطاط خالد حتى أُثْبِتُوا جميعًا جراحًا، وقُتِل منهم خلقٌ، منهم ضرار بن الأزور ... فلمَّا صرعوا مِن الجراح استسقوا ماء، فجيء إليهم بشربة ماء، فلمَّا قربت إلى أحدهم نظر إليه الآخر، فقال: ادفعها إليه. فلما دُفِعَت إليه نظر إليه الآخر، فقال: ادفعها إليه. فتدافعوها كلُّهم -مِن واحد إلى واحد- حتى ماتوا جميعًا ولم يشربها أحد منهم -رضي الله عنهم- أجمعين.
- قال ابن عمر : أهدي لرجل مِن أصحاب رسول الله ﷺ رأس شاة، فقال: إنَّ أخي فلانًا وعياله أحوج إلى هذا منَّا. فبعث به إليهم، فلم يزل يبعث به واحد إلى آخر حتى تداولها أهل سبعة أبيات حتى رجعت إلى الأوَّل، فنزلت: ﴿وَيُؤْثِرُونَ عَلَى أَنفُسِهِمْ وَلَوْ كَانَ بِهِمْ خَصَاصَةٌ﴾ ~[الحشر: 9].
- خرج عبد الله بن جعفر إلى ضيعة له، فنزل على نخيل قوم، وفيه غلام أسود يعمل فيه، إذ أتى الغلام بقوته فدخل الحائط كلبٌ ودنا مِن الغلام، فرمى إليه الغلام بقرصٍ فأكله، ثمَّ رمى إليه الثَّاني والثَّالث فأكله، وعبد الله ينظر إليه، فقال: يا غلام، كم قوتك كلَّ يوم؟ قال: ما رأيت. قال: فلِمَ آثرت به هذا الكلب؟! قال: ما هي بأرض كلاب، إنَّه جاء مِن مسافة بعيدة جائعًا، فكرهت أن أشبع وهو جائع. قال: فما أنت صانع اليوم؟! قال: أطوي يومي هذا. فقال عبد الله بن جعفر: أُلام على السَّخاء! إنَّ هذا الغلام لأسخى منِّي. فاشترى الحائط والغلام وما فيه مِن الآلات، فأعتق الغلام ووهبه منه.
-ودخل على عائشة  مسكينٌ فسألها -وهي صائمة وليس في بيتها إلَّا رغيف- فقالت لمولاة لها: أعطيه إيَّاه. فقالت: ليس لك ما تفطرين عليه؟ فقالت: أعطيه إيَّاه. قالت: ففعلتُ. قالت: فلمَّا أمسينا أهدى لنا أهل بيت أو إنسان ما كان يُهدِي لنا: شاة وكفنها. فدعتني عائشة فقالت: كلي مِن هذا، فهذا خيرٌ مِن قرصك).
- وعن أبي الحسن الأنطاكيِّ: أنَّه اجتمع عنده نيِّف وثلاثون رجلًا بقرية مِن قرى الرَّيِّ، ومعهم أرغفة معدودة لا تُشْبِع جميعهم، فكسروا الرُّغفان، وأطفئوا السِّراج، وجلسوا للطَّعام، فلمَّا رُفع فإذا الطَّعام بحاله، لم يأكل منه أحد شيئًا إيثارًا لصاحبه على نفسه.